# Sexy à tout prix !
Pour plus de détails, voir Fiche technique et Distribution.
Sexy à tout prix ! (The Hottie and the Nottie) est une comédie romantique américaine réalisée par Tom Putnam, sortie en 2008.

## Fiche technique
- Titre : Sexy à tout prix !
- Titre original : The Hottie and the Nottie
- Réalisation : Tom Putnam
- Scénario : Heidi Ferrer
- Production : Kenneth Burke
- Musique : David E. Russo
- Photographie : Alex Vendler
- Montage : Jeff Malmberg et Jim Miley
- Pays d'origine : États-Unis
- Genre : comédie romantique
- Durée : 91 minutes
- Date de sortie : 2008

## Distribution
- Paris Hilton (VF : Céline Ronté) : Cristabel Abbott
- Joel David Moore (VF : Michaël Cermeno) : Nate Cooper
- Christine Lakin : June Phigg
- Johann Urb : Johann Wulrich
- Adam Kulbersh : Cole Slawsen
- The Greg Wilson : Arno Blount
- Marianne Muellerleile : Mrs. Blount
- Kathryn Fiore : Jane

Source et légende : version française (VF) selon le carton du doublage français sur le DVD zone 2.

## Tournage
Sexy à tout prix ! a été tourné en moins de cinq semaines à Los Angeles, en Californie.[réf. nécessaire]